# Suddenlink Communications
Suddenlink Communications var ett amerikanskt telekommunikationsföretag som erbjöd tjänster som bland annat bredband, kabel-TV och telefoni till kunder främst i de centrala delstaterna i södra USA. De var ett dotterbolag till det nederländsk-franska telekommunikationsföretaget Altice mellan 2015 och 2022, från 2016 utgjorde de en del av Altice USA. Sedan augusti 2022 är Suddenlink en del av Altice amerikanska varumärke Optimum.

## Historik
Företaget grundades 1992 som Classic Communications av Merritt Belisle och Steven Seach. År 1999 blev företaget börsnoterad och en ny affärsidé togs fram och det var att etablera sig på de platser där de stora telekommunikationsföretagen tyckte inte att det var tillräckligt lönsamt att verka på. Den 14 november 2001 meddelade dock företaget att man hade ansökt om konkursskydd och en tid senare köpte investmentbolaget Cequel III Classic. I september 2003 bytte Classic namn till Cebridge Connections men bara tre år senare, rättare sagt i april 2006, fick företaget namnet Suddenlink Communications.
Den 20 maj 2015 meddelade Altice att de skulle köpa 70% av Suddenlink för 9,1 miljarder amerikanska dollar i syfte att etablera sig på den amerikanska kabel-TV-marknaden. Den 17 september meddelade Altice att de skulle även köpa konkurrenten Cablevision Systems för 17,7 miljarder dollar för samma ändamål. Den 21 december slutfördes Altices köp av Suddenlink. Den 21 juni 2016 slutförde Altice även förvärvet av Cablevision och samtidigt grundade de ett amerikanskt dotterbolag med namnet Altice USA, där Cablevisions och Suddenlinks tillgångar sattes in.
I augusti 2022 avvecklades Suddenlink för att ingå i Altice amerikanska varumärke Optimum.